# DirecTV-11
El DirecTV-11, también conocido como D11, es un Satélite Boeing modelo 702 construido por el Boeing Satellite Development Center.

## Tecnología
Funcionalmente, este satélite es idéntico al DirecTV-10 y está colocalizado con el SPACEWAY-2 aproximadamente en 99.225°W. 

## Fecha de lanzamiento
- Wikinoticias tiene noticias relacionadas con DirecTV-11.

Originalmente, el DirecTV-11 estaba programado para ser lanzado por Sea Launch en noviembre de 2007.  Luego de una falla en el lanzamiento en Sea Launch que resultó en daño para las instalaciones, la fecha estimada de lanzamiento fue cambiada al 19 de marzo de 2008. El lanzamiento tuvo lugar a las 22:47:59 GMT del 19 de marzo de 2008 y la nave espacial se separó del cohete 61 minutos después, resultando en un ascenso exitoso.

## Pruebas
Boeing entregó el D12 a DirecTV el lunes 21 de julio de 2008 según una nota de prensa en el sitio web de Boeing. Esto significa que el satélite está "ubicado", o extremadamente cerca a su ubicación final en 99.225ºW. Los clientes con recibidores de alta definición o DVRs de alta definición pueden ver las nuevas lecturas satélitales en el menú "Satellite Strength" en sus recibidores.

## Transmisión a los clientes
El DirecTV-11 comenzó a transmitir canales en HD a los clientes el 31 de julio de 2008. Estos primeros canales eran la contraparte MPEG-4 de los viejos canales MPEG-2 que DirecTV tenía originalmente en el rango 70-79, y otros cuatro canales de redes de la costa este.  Desde la salida original de canales HD en julio, DirecTV añadió 40 canales más en HD al DirecTV-11. 